# 海洋师团
海洋師團是日本帝國陆军在第二次世界大战時為了配合太平洋地區兩棲作戰需求，而改編師級單位所產生的軍事編制；戰力主體仍以步兵師，但增編更完整的後勤、支援單位維持部隊在缺乏後勤的環境下仍具備獨立作戰能力。

## 編裝概要
在1943至1944年間，有6個在太平洋戰場作戰的特設師團調整編裝為海洋师团（Ocean Division）：
- 第14师团：驻帕劳和佩莱利乌岛
- 第29師團：關島
- 第36師團：新几内亚和比亚克岛
- 第43师團：塞班島
- 第46師團：印尼松巴岛
- 第52師團：密克罗尼西亚群岛中的楚克岛

在1941年全面對美開戰後，日本帝國陸軍的野戰師全面調整為三團編裝，但在南太平洋島嶼上，除了作戰任務外更多左右戰力問題的是風土病及補給，因此海洋師團在編制上增加了艦岸轉運單位；步兵團部分編制簡化，但進攻用的步兵團則大幅強化步兵、砲兵、裝甲兵等單位火力。

## 編制設計
| - 攻擊型步兵聯隊編裝 3個步兵大隊，下轄： 3個步兵連 1個步兵迫擊炮連 1個砲兵連 1個工兵連 1個高射炮兵連 1個戰車連 1個工兵連 1個通信連 1個運輸連 1個醫療分隊 - 防禦型步兵聯隊編裝 3個步兵大隊，下轄： 3個步兵連 1個步兵炮連 1個炮兵營 1個工兵連 1個通信連 1個運輸連 1個醫療分隊 | - 師直屬單位 直屬戰車分隊 直屬砲兵分隊 通信分隊 運輸分隊 海上運輸分隊 財務分隊 野戰醫院 3個步兵聯隊，2個防禦型、1個攻擊型 |